# Sonic the Hedgehog Chaos
Sonic the Hedgehog Chaos, più semplicemente Sonic Chaos e pubblicato in Giappone come Sonic & Tails (ソニック&テイルス?, Sonikku to Teirusu), è un videogioco a piattaforme del 1993 pubblicato da Sega per Master System e Game Gear. I giocatori controllano Sonic the Hedgehog e la sua spalla Miles "Tails" Prower nella loro missione di recuperare gli Smeraldi del Caos dal Dottor Robotnik, che li ha rubati per costruire armi nucleari. Il gioco consiste nel percorrere i livelli, raccogliere i ring (anelli) e sconfiggere i nemici. Si basa in gran parte sulla versione Master System di Sonic the Hedgehog 2 ed è quindi considerato un sequel di quel gioco. Sonic Chaos è il primo gioco di Sonic per Master System e Game Gear a presentare Tails come personaggio giocabile separato con le sue abilità uniche.
Sviluppato dallo studio giapponese Aspect, Sonic Chaos è il primo gioco originale di Sonic realizzato per una console portatile, anziché un porting o un remake di un gioco esistente. Durante lo sviluppo di Sonic Chaos, Aspect ha sfruttato le conoscenze acquisite con i precedenti giochi di Sonic per renderlo più ampio e veloce dei suoi predecessori. Inizialmente Sonic Chaos ha ricevuto un'accoglienza positiva, con l'elogio dei suoi livelli e del suo gameplay; tuttavia, in retrospettiva ha ottenuto un riscontro più mediocre per la sua presentazione poco incisiva e per i livelli di qualità scadente, oltre che per il framerate lento. Un sequel diretto, Sonic the Hedgehog: Triple Trouble, è stato pubblicato nel 1994.

## Trama
South Island è un'isola pacifica, dove giacciono dormienti i sei mistici Smeraldi del Caos, possenti artefatti che danno vita a tutte le cose. Tuttavia, a seconda del loro utilizzo, possono trasformarsi in temibili armi, come bombe nucleari e armi laser. È questo potenziale che ha spinto il genio del male Dottor Robotnik a tornare in azione. Durante una delle loro avventure, Sonic the Hedgehog e Miles "Tails" Prower scoprono che Robotnik ha messo le mani su uno degli Smeraldi del Caos. Ritornati di fretta a South Island, si rendono conto che l'isola, un tempo pacifica, è ora sconvolta dal caos. Quando Robotnik ha preso uno degli Smeraldi del Caos, gli altri sono stati disperarsi e l'isola ha iniziato a sprofondare nel mare, poiché di solito è mantenuta unita dal potere delle gemme. Nonostante la fiducia di Robotnik nella sua vittoria, Sonic decide di recuperare le gemme e salvare South Island. Con il suo fedele compagno Tails al suo fianco, si imbarca in una nuova avventura per ripristinare l'equilibrio.

## Modalità di gioco
In Sonic Chaos, i giocatori controllano uno dei due personaggi - Sonic the Hedgehog o la sua spalla Miles "Tails" Prower - e devono completare ciascuno degli otto livelli del gioco per recuperare gli Smeraldi del Caos dal malvagio scienziato Dr. Robotnik, che intende usarli per dominare il mondo. Ogni area, chiamata zona, è composta da tre livelli, chiamati atti, il terzo dei quali consiste in uno scontro con un boss, generalmente uno scagnozzo robotico di Robotnik o lo stesso scienziato nella zona finale. I livelli sono progettati per consentire al giocatore di muoversi il più rapidamente possibile e sono in gran parte basati su quelli del suo precursore Sonic the Hedgehog 2. Il gameplay prevede di correre attraverso ogni livello. Il gioco consiste nel percorrere ogni livello raccogliendo ring (anelli) e sconfiggendo gli scagnozzi robotici di Robotnik; i ring proteggono Sonic e Tails dall'essere colpiti da un nemico o da un ostacolo. I livelli contengono anche piccoli monitor televisivi che possono essere distrutti per rivelare un'icona di potenziamento, che garantisce a Sonic e Tails abilità uniche, come le scarpe della velocità, uno scudo che protegge da un singolo colpo e vite extra. Ogni atto ha una durata massima di dieci minuti; a seconda del tempo trascorso nel livello, il giocatore riceve dei bonus sotto forma di punti, ring o vite extra al termine dello stesso. Se un personaggio perde una vita, il giocatore ricomincia da capo o dall'ultimo checkpoint. Per completare un atto, è necessario raggiungere e toccare il cartello raffigurante Robotnik.
Sonic Chaos introduce diverse novità al gameplay di base di Sonic. Entrambi i personaggi hanno caratteristiche uniche: Sonic può eseguire una mossa chiamata "Strike Dash", precedentemente presente in Sonic CD con il nome "Super Peel-Out", che lo fa muovere molto velocemente, mentre Tails è in grado di volare e superare trappole e altri ostacoli. Sonic può raccogliere un nuovo potenziamento chiamato "Rocket Shoes" (Scarpe razzo), che gli conferisce la capacità di volare per un breve periodo di tempo; Tails non potendo utilizzarlo, riceverà semplicemente dei ring extra distruggendo un monitor contenente le Rocket Shoes. Se Sonic raccoglie 100 ring in un livello, verrà teletrasportato in una fase speciale che, se completata con successo, lo premierà con uno Smeraldo del Caos. Tails non può raccogliere gli smeraldi e, quando ottiene 100 ring, riceve semplicemente una vita extra. I diversi finali del gioco sono determinati dal numero di Smeraldi del Caos raccolti.

### Zone
Il gioco presenta sei livelli da completare, ognuno di questi si divide in tre atti, dove quello finale presenta una battaglia contro un boss.
- Turquoise Hill Zone (Zona Turquoise Hill nell'edizione italiana per Game Gear e Zona della Collina Turchese in quella per Master System): un livello a tema tropicale-paradisiaco con uno stile simile a quello di Green Hill Zone di Sonic the Hedgehog. È una zona caratterizzata da pianure erbose, palme, terreno a scacchi e ring. Ciò che distingue Turquoise Hill Zone da Green Hill Zone è la presenza di sorgenti ovunque.
- Gigalopolis Zone (Zona Gigalopolis nell'edizione italiana per Game Gear e Zona del Gigalopoli in quella per Master System): è una città ultra moderna e futuristica ambientata di notte, sotto le stelle. Parte del livello somiglia a un cantiere, con strutture metalliche arancioni e muri a blocchi apparentemente incompleti. Lo sfondo inoltre mostra diversi grattacieli. Presenta delle somiglianze con Star Light Zone di Sonic the Hedgehog.
- Sleeping Egg Zone (Zona Sleeping Egg nell'edizione italiana per Game Gear e Zona dell'Uovo Addormentato in quella per Master System): è un mondo onirico creato dal Dr. Robotnik, che si svolge su una misteriosa isola fluttuante nel cielo. Presenta molti blocchi e mattonelle frangibili con l'immagine dello scienziato cesellata su di essi.
- Mecha Green Hill Zone (Zona Mecha Green Hill nell'edizione italiana per Game Gear e Zona della Collina Verde in quella per Master System): è un'area tropicale completamente meccanizzata, con pale d'acciaio e erba sintetica. Il terreno è spoglio e metallico e il cielo è di un colore verde malaticcio e inquinato (arancione nella versione per Game Gear). La zona presenta anche dei ponti pericolanti, che il giocatore deve attraversare velocemente o cadere da essi.
- Aqua Planet Zone (Zona Aqua Planet nell'edizione italiana per Game Gear e Zona del Pianeta Acquatico in quella per Master System): è un pianeta acquatico situato in un'altra dimensione, ricco di terreni sommersi simili a templi. Il cielo del pianeta è coperto di nuvole e sullo sfondo si vedono numerose strutture simili a piattaforme petrolifere.
- Electric Egg Zone (Zona Electric Egg nell'edizione italiana per Game Gear e Zona dell'Uovo Elettrico in quella per Master System): è una tentacolare fortezza tecnologica ed è la base operativa del Dr. Robotnik. La zona presenta cannoni laser automatici, pozzi senza fondo e spuntoni a volontà. L'area è attraversata da una rete di tubi a vuoto tortuosi, che ricordano quelli visti nel livello Scrambled Egg Zone di Sonic the Hedgehog 2 per Master System e Game Gear.

## Sviluppo e pubblicazione

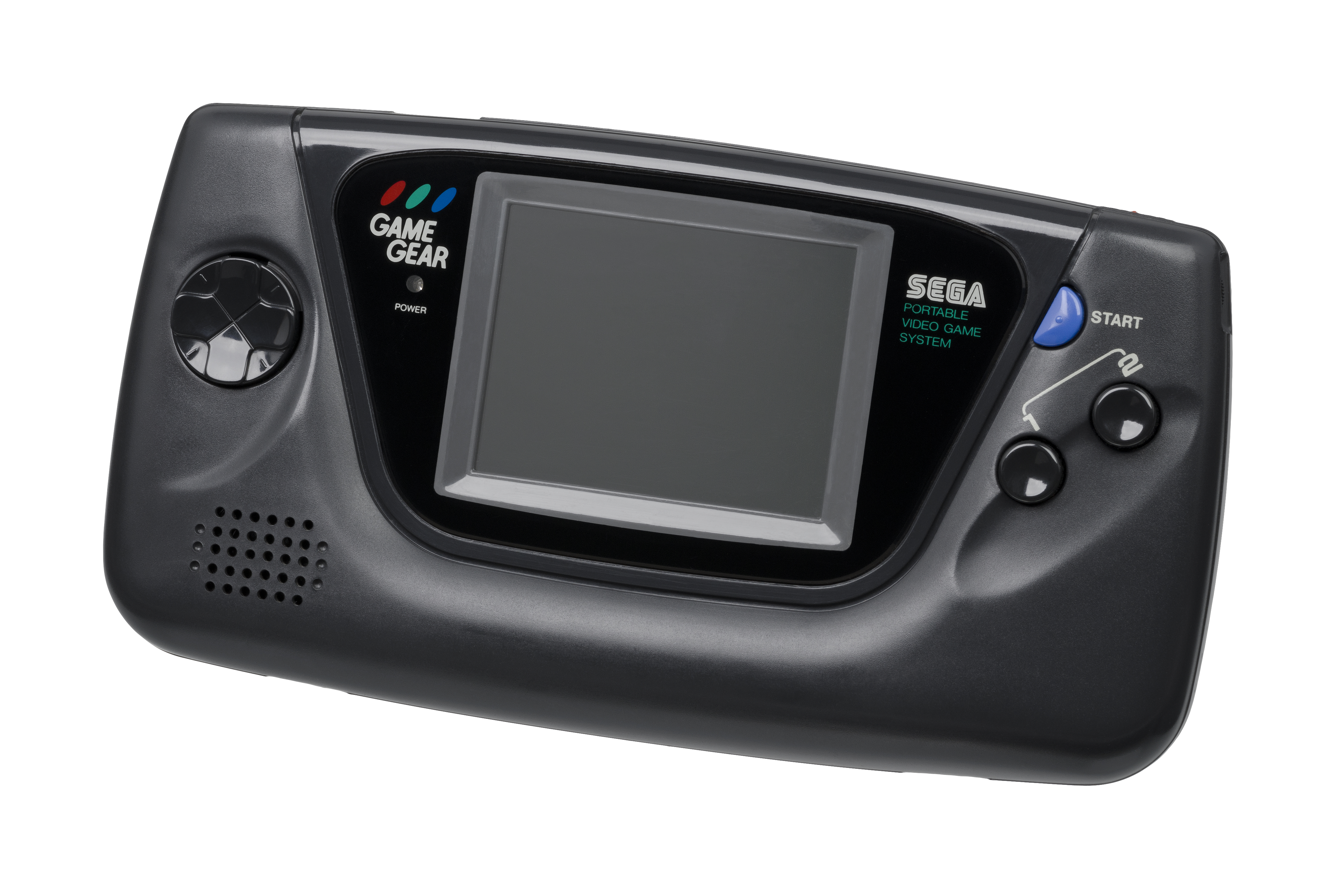
Sonic Chaos è stato il primo gioco originale di Sonic prodotto per una console portatile, in questo caso il Game Gear

Sonic Chaos è stato sviluppato dallo studio giapponese Aspect, è il terzo gioco di Sonic the Hedgehog da loro prodotto e pubblicato da Sega per Master System e Game Gear. Sonic Chaos è in gran parte basato sulla versione per Master System di Sonic the Hedgehog 2 ed è quindi considerato un sequel o un successore spirituale di quel gioco. Durante lo sviluppo di Sonic Chaos, Aspect ha sfruttato l'esperienza acquisita con i precedenti giochi di Sonic per renderlo più ampio e veloce rispetto ai suoi predecessori, oltre a migliorare la qualità delle immagini. Per lo stesso motivo, sono stati in grado di rendere il gioco più veloce. Sonic Chaos è sia il primo gioco di Sonic portatile che il primo a presentare Tails come personaggio giocabile separato con le sue abilità uniche. Inoltre, il gioco è il primo della serie in cui, al completamento di un livello, viene calcolata la velocità con cui è stato completato. Questa caratteristica è stata successivamente utilizzata in capitoli successivi della serie, come Sonic Labyrinth e Sonic Unleashed.
La colonna sonora del gioco è stata composta dai musicisti Kojiro Mikusa e Masayuki Nagao. Nonostante l'utilizzo di composizioni originali, Sonic Chaos ha incorporato frammenti di musica dai giochi precedenti della serie. Ad esempio, la musica del livello Mecha Green Hill Zone utilizza una versione modificata del brano del livello Green Hills Zone di Sonic the Hedgehog 2, che a sua volta è un remix del brano Sonic - You Can Do Anything di Sonic CD. Inoltre, la musica durante la battaglia finale con il boss è una versione a 8 bit del brano del livello Metallic Madness, anch'esso presente in Sonic CD.
Il gioco è stato presentato al CES nell'estate del 1993. Sonic Chaos è stato pubblicato per il Master System il 23 novembre 1993 in esclusiva per le regioni PAL e per il Game Gear in tutto il mondo lo stesso giorno, in concomitanza con l'uscita di Sonic CD. In Giappone è stato intitolato Sonic & Tails ed è uscito il 19 novembre 1993. Il 10 novembre 1995, la versione per Game Gear è stata ripubblicata da Majesco in Nord America, diventando uno dei primi giochi a ricevere una valutazione "E" dall'Entertainment Software Rating Board, creato poco prima. Rispetto alla versione per Master System, la versione per Game Gear presenta una risoluzione più bassa, che fa sì che gli sprite occupino più spazio sullo schermo, ma la tavolozza dei colori è stata ampliata. Inoltre, sono state apportate alcune piccole modifiche ai livelli e alla musica per adattarle alle limitazioni tecniche della console portatile.
La versione per Game Gear del gioco è stata convertita per diverse compilation ed è stata inclusa in Sonic Adventure DX: Director's Cut (2003) per GameCube e Windows come sbloccabile assieme agli altri 11 giochi della serie usciti su Game Gear e disponibile dal principio in Sonic Mega Collection Plus (2004) per PlayStation 2, Xbox e Windows. In Sonic Gems Collection (2005) per GameCube e PlayStation 2 è possibile sbloccare nella modalità Museo una demo del gioco che presenta un conto alla rovescia di cinque minuti e che permette di iniziare la partita direttamente dal boss finale, una volta sconfitto quest'ultimo il giocatore potrà continuare la partita fino allo scadere del tempo. L'edizione per Master System è stata resa disponibile per il servizio Virtual Console il 2 febbraio 2009 in Nord America, il 6 febbraio in Europa e il 17 marzo in Giappone. La versione per Game Gear è stata inoltre inclusa insieme a Gunstar Heroes, Sylvan Tale e Baku Baku Animal nella variante di colore blu del Game Gear Micro uscito nel 2020 e nella compilation Sonic Origins Plus (2023) per PlayStation 4, PlayStation 5, Xbox One, Xbox Series X, Nintendo Switch e Windows.

## Accoglienza
| Testata                            | Versione | Giudizio |
| ---------------------------------- | -------- | -------- |
| GameRankings (media al 09-12-2019) | SMS      | 56.67%   |
| AllGame                            | GG       | 3.5/5    |
| Electronic Gaming Monthly          | GG       | 8.25/10  |
| Nintendo Life                      | SMS      | 4/10     |
| SpazioGames.it                     | SMS      | 6/10     |
| Eurogamer (ITA)                    | SMS      | 7/10     |
| Entertainment Weekly               | GG       | A-       |

Sonic Chaos ha ricevuto un'accoglienza positiva da parte della critica. I quattro redattori di Electronic Gaming Monthly hanno ritenuto che la versione per Game Gear conservi tutti gli elementi che hanno reso divertenti i giochi di Sonic a 16 bit. Hanno inoltre elogiato la grafica e la possibilità di giocare nei panni di Tails. Sonic Chaos è stato premiato come miglior gioco per Game Gear del 1993 da Electronic Gaming Monthly. Entertainment Weekly ha dato al gioco una A- e ha scritto che il gioco può essere piacevole per i bambini più piccoli. Nella sua recensione di Sonic Mega Collection Plus, GameSpy ha ritenuto che sia questo gioco che Sonic the Hedgehog a 8 bit fossero gli unici giochi per Game Gear della serie che valeva la pena giocare. Negli Stati Uniti è stato il gioco per Game Gear più venduto nel gennaio 1994.
Negli anni successivi, Sonic Chaos ha ricevuto un'accoglienza più mediocre. Nintendo Life criticò la versione per Master System per essere un gioco generalmente poco ispirato, criticando la sua difficoltà per essere troppo facile e il level design per essere blando e mediocre. SpazioGames.it lo ha ritenuto un buon titolo penalizzato dall'eccessiva semplicità e dalla scarsa longevità. Eurogamer lo ha considerato un gioco che è riuscito a riprodurre i cambi di ritmo presenti su Mega Drive, dando comunque un risultato apprezzabile. Retrospettivamente, nel 2019, Hardcore Gaming 101 diede un giudizio misto al gioco; si sentì deluso dal gameplay e dal level design per la mancanza dell'unicità e della risoluzione dei rompicapo di Sonic the Hedgehog 2, e non apprezzò il suo framerate lento. Ha inoltre criticato la colonna sonora, generalmente di scarsa qualità, e la presentazione generale, poco incisiva. Hardcore Gaming 101 ha affermato che Sonic Chaos vale la pena di essere provato solo dai fan sfegatati di Sonic, scrivendo "Sonic Chaos non è assolutamente un brutto gioco, ma non è nemmeno un gioco particolarmente bello. È un platform funzionale che vale la pena di provare solo se si è appassionati dei giochi di Sonic a 8 bit o si è interessati a un platform tradizionale di Sonic con una maggiore attenzione all'esplorazione".
Nel 2018 è stato annunciato un remake realizzato dai fan di Sonic Chaos e nell'agosto 2018 è stata pubblicata una demo. Presenta una grafica in stile epoca 16 bit, oltre a nuove meccaniche di gioco e combattimenti con i boss. VG247 ha descritto il progetto come "incredibilmente ben realizzato" e ha trovato che potrebbe "passare per il prossimo progetto di Sega dopo Sonic Mania".

## Eredità
Nel 1994 è stato pubblicato un sequel, Sonic the Hedgehog: Triple Trouble (conosciuto come Sonic & Tails 2 in Giappone), in cui anche Tails è un personaggio giocabile e le meccaniche di gioco sono molto simili a quelle di Sonic Chaos.